# Chirita drakei
Chirita drakei är en tvåhjärtbladig växtart som beskrevs av Brian Laurence Burtt. Chirita drakei ingår i släktet Chirita och familjen Gesneriaceae. Inga underarter finns listade i Catalogue of Life.